# Ürmös Péter (festő)
Ürmös Péter (Szabadka, Bács-Bodrog vármegye, 1879. április 26. – Szentendre, 1925. augusztus 2.) magyar festőművész, tanár, Ürmös Péter grafikus nagyapja.

## Élete
Ürmös András és Csajkás Luca gyermekeként született. Tanított Szigetváron, Barcson és Budapesten is. Rajztanári diplomáját a Mintarajztanodában (a Képzőművészeti Főiskola elődje) szerezte, ahol 1899 és 1912 között tanult. Tanulmányutat tett az Adrián és Itáliában, 1909-től kezdődően rendszeresen szerepelt a Műcsarnok és a Nemzeti Szalon évszakos tárlatain. 1914. augusztus 8-án Budapesten feleségül vette Pozna Gizellát, Pozna Mihály és Weisz Alojzia lányát.
Műveihez olajat, vízfestéket használt, rézkarcokat, litográfiákat és karikatúrákat is készített, utóbbiak a korabeli élclapokban láttak napvilágot. Munkái közt találhatóak város- és tájképek, életképek, csendéletek, melyeket alapos megfigyelés, valósághű ábrázolás jellemez. Műveinek nagy része a második világháború alatt elpusztult, a fennmaradt munkáinak felkutatásával és rendszeres bemutatásával unokája, Ürmös Péter grafikus foglalkozik.